# Спокойной ночи, малыши!
«Споко́йной но́чи, малыши́!» — советская и российская вечерняя телепередача для детей дошкольного и младшего школьного возраста. Программа выходит с 1 сентября 1964 года. Является одной из старейших телепередач из ныне выходящих в эфир на российском телевидении.
Герои телепередачи Хрюша, Степашка, Филя и Каркуша стали узнаваемыми персонажами современной России.
1 сентября 2024 года телепрограмме исполнилось 60 лет, но почтовые марки были изданы на 1 год раньше, чем юбилей самой передачи.

## История

### Советский период
С 26 ноября 1963 года начинается активный период создания программы — пишутся первые сценарии, появляются эскизы декораций и кукол главных героев, разрабатывается идея и концепция детской телепередачи.
Передача начала выходить по Второй программе Центрального телевидения СССР. Идея создания программы появилась после того, как главный редактор редакции программ для детей и юношества Валентина Федотова посетила ГДР, где увидела мультсериал о песочном человечке (Sandmännchen). В создании программы принимали участие Александр Курляндский, Эдуард Успенский, Роман Сеф и другие. Создатели программы долго спорили о названии. Вариантов было несколько: «Вечерняя сказка», «Спокойной ночи», «Сказка на ночь», «В гостях у волшебного человечка Тик-Так». Но накануне первого эфира имя у программы нашлось: «Спокойной ночи, малыши!».
С 1964 по 1991 год производством передачи занималось Гостелерадио СССР. Первые выпуски были исполнены в виде картинок с закадровым текстом. Затем появились кукольные спектакли и небольшие пьесы, в которых играли артисты МХАТа и Театра сатиры. В кукольных спектаклях действовали Буратино и заяц Тёпа (первые герои передачи), куклы Шустрик и Мямлик (куклы были изготовлены в Театре кукол Сергея Образцова). Кроме того, участниками передачи становились дети 4—6 лет и театральные актёры, которые рассказывали им сказки.
Позднее появились другие кукольные персонажи — пёс Филя, зайка Степашка, поросёнок Хрюша, ворона Каркуша, кот Цап Царапыч, ёжик Чучуня, мальчик Ерошка, Буратино и другие (их озвучивали актёры Театра кукол Образцова, в том числе Григорий Толчинский — Филя, Наталья Державина — Хрюша, Наталья Голубенцева — Степашка), а ведущими стали Владимир Ухин, Валентина Леонтьева, Ангелина Вовк, Татьяна Судец, Татьяна Веденеева, Юрий Николаев и другие. В начале 1970-х годов ведущим программы был актёр Борис Рунге, исполнявший роль дедушки Так-Така, а его «соведущим» — пёс Кузя. Также дедушка Так-Так исполнял в конце песню «Спят усталые игрушки». Наибольшую популярность передача завоевала в первой половине 1970-х годов. Телепередача на ту пору представляла собой маленькую интермедию, как правило, на морально-воспитательную тему, и показ мультфильма. В разные годы над передачей работали режиссёры Исаак Магитон, Иосиф Бейдер, Пётр Соседов, операторы Александр Фукс, Дмитрий Гуторин и др.
После смерти Леонида Брежнева в 1982 году передача один день, 11 ноября, в эфир не выходила. В дни траура вышло несколько выпусков, которые Валентина Леонтьева провела с одним персонажем — Филей. В этих выпусках показывали мультфильм «Заколдованный мальчик». После похорон Генерального секретаря над передачей навис творческий кризис, и кукольных персонажей (в частности, Хрюшу) запретили использовать в эфире.
Все дни вплоть до смерти Юрия Андропова, а затем и Константина Черненко дикторы вели передачу без кукольных персонажей. В это время от ребят стали приходить в редакцию мешки писем с просьбой вернуть на экраны любимых Хрюшу и Степашку. С приходом к власти Михаила Горбачёва все кукольные персонажи вновь вернулись в эфир.
В 1986 году программа вышла за пределы студии. Съёмки велись в цирке на Цветном бульваре, Театре кукол Образцова, где показывались спектакли «Кот в сапогах», «По щучьему веленью», а в Театре зверей имени Дурова — «Весёлые медвежата». Также основным местом съёмки стал Московский зоопарк. Съёмки проходили и в других местах вне студии. В 1987 году вышли четыре выпуска «Весёлый Гном», которые провели Екатерина Можаева и Анатолий Латышев.
В 1988 году на волне улучшения отношений между США и СССР актриса Марло Томас совместно с советскими специалистами сняла шоу «Free to Be… a Family» (с англ. — «Свободны быть… семьёй»), которое было показано в эфире телеканала ABC 14 декабря того же года. Спецвыпуск включал в себя «коллаборацию» между Хрюшей и персонажами «Маппет-шоу» в форме телемоста.
В 1989 году в программу приходит новый ведущий — Юрий Григорьев и новый режиссёр Константин Воронцов.
В апреле 1991 года съемочная команда вместе с героями Хрюшей и Филей приехали в Пятигорск, а затем отправились на Эльбрус для съемок уникального сюжета, во время которого герои обратились с высочайшей вершины России и Европы к спонсорам с просьбой помочь передаче и избежать закрытия любимой малышами программы.
Осенью 1991 года детская редакция переехала из Шаболовского телецентра в телецентр «Останкино».

### Постсоветский период
В конце 1991 года программу планировали закрыть, но благодаря многочисленным письмам телезрителей передачу всё же удалось восстановить, но в слегка изменённом виде: в начале января 1992 года она переехала на 1-й канал Останкино и стала производиться РГТРК «Останкино».
С 1994 года производством передачи стала заниматься телекомпания «Класс!» (с января 2025 года — «Спокойной ночи, малыши!»). В 1995 году программа поменяла ведущих: из старого состава остался только Юрий Григорьев; из новых пришёл артист клоунады и театра кошек Юрий Куклачёв, который вёл передачу один, без кукольных персонажей, и проводил тему с кошками. Позднее один из выпусков он провёл уже с одним из персонажей (Хрюшей). С 1995 года, после создания ОРТ, программа стала периодически выходить в нескольких студиях. Также в рамках передачи выходила рубрика «Кварьете „Весёлая квампания“», которая также выходила и как самостоятельная передача примерно в 16:00. Весной 1996 года появились Юлия Пустовойтова и Дмитрий Хаустов, осенью того же года — фокусник Амаяк Акопян.
В 1995—1999 годах передача завершалась демонстрацией титров, в которых указаны актёры-кукольники, ведущий (по возможности), режиссёр, сценарист и редактор выпуска. В 1994—1995 и 1999—2001 годах заключительный копирайт телекомпании «Класс!», производившей передачу, не показывался. В те же годы некоторые выпуски проходили под названием «Мешок смеха» с участием известных юмористических артистов в качестве гостей.
29 июня 2001 года вышел последний выпуск «Спокойной ночи, малыши!» на ОРТ. Причиной стало то, что программа выходила в прайм-тайм без рекламных блоков, не принося дохода каналу, чем было недовольно его руководство, в частности генеральный продюсер, а затем генеральный директор ОРТ Константин Эрнст. Из-за этого хронометраж передачи был сокращён сначала до 10 минут, а ближе к концу её существования на «первой кнопке» — до 7 минут вместо указанных в программах передач 15 минут (остальное время в таймслоте 20:45—21:00 занимали анонсы и рекламные ролики до и после показа).
В сентябре 2001 года передача стала выходить на канале «Культура». Однако в связи с тем, что этот канал транслировался не во всех регионах России, 4 марта 2002 года она вернулась на РТР (ныне «Россия»), а новой ведущей стала Анна Михалкова, также появился новый персонаж Мишутка (одноимённый персонаж был и в 1980-х годах, его использовали в случае замены основных кукольных персонажей). Существует версия, что появление в передаче медвежонка связано с государственным статусом канала РТР, лояльного партии «Единая Россия», чьим символом является медведь.
С января 2003 года, одновременно с перемещением на 20:50, программа была сокращена по времени и стала выходить с продолжительностью 5 минут вместо прежних 10-15, что вызывало критику со стороны зрителей. Одновременно передачу покинули прежние ведущие — сначала Юрий Григорьев и Григорий Гладков, затем Амаяк Акопян, Юлия Пустовойтова и Дмитрий Хаустов. Ведущую Анну Михалкову сменила Оксана Фёдорова. С того же времени передача стала сниматься исключительно в одной студии. В 2006—2010 годах программу вёл актёр Виктор Бычков. Через некоторое время его заменил певец Дмитрий Маликов. 7 января 2014 года была показана программа, посвящённая 50-летию передачи. Со 2 июня 2014 года передача снова выходит на телеканале «Россия-Культура» вследствие внеплановых программных изменений на «России».
С 2003 по 2007 год на DVD выпускалась программа «Английский язык вместе с Хрюшей и Степашкой», в которой персонажи давали уроки английского языка. Впоследствии на телеканале «Карусель» в 2011—2015 годах выходили передачи подобного формата: «Кругосветное путешествие», «История искусств», «По всем правилам», «От слона до муравья» и «Быстрее, выше, сильнее». По окончании всех передач данного характера транслировались титры с указанием всех закадровых сотрудников.
В октябре 2014 года ожидалось появление первого 3D-персонажа передачи — тигрёнка Мура, прототипом которого стал исчезающий амурский тигр. Идейным вдохновителем нового героя передачи стал президент России Владимир Путин, возглавляющий специальный проект по защите амурского тигра. Об этом рассказал Александр Митрошенков, председатель совета директоров телекомпании «Класс!».
С 1 сентября 2016 года на телеканале «Карусель» выходит получасовая программа «С добрым утром, малыши!», разделённая на несколько рубрик. Ведущие — Антон Зорькин, Ольга Миримская, Марина Яковлева, Сергей Белов, Александр Новиков, София Берг, Инна Зайцева, Мария Смородская и многие другие. В заставке программы звучит песня в исполнении Сергея Шнурова и группы «Ленинград».
Летом 2016 года Дмитрий Маликов покинул передачу, его заменил Николай Валуев. Позже, в 2018 году, пришёл Михаил Пореченков.
С 2000 года передача производится при поддержке Министерства по делам печати, телерадиовещания и средств массовых коммуникаций (с марта 2004 по июнь 2021 года — Федерального агентства по печати и массовым коммуникациям, с июня 2021 года — Министерства цифрового развития, связи и массовых коммуникаций), о чём свидетельствует титр в начале и конце программы. С 2022 года после закрывающей заставки демонстрируется копирайт в форме свидетельства о регистрации. По состоянию на 2012 год ежегодные субсидии государства на передачу составляют около 19 млн рублей.

## Сюжет и мультфильмы
Сюжет передачи, как правило, состоит из поучительной истории, в которой принимают участие кукольные персонажи: бесшабашный и слегка ленивый поросёнок Хрюша, энергичный и исполнительный пёс Филя, умный, рассудительный, но пугливый зайчик Степашка, умный тигрёнок Мур и так далее. Ведущий передачи — «Взрослый человек» — объясняет, что нужно делать и как надо себя вести в той или иной ситуации. Дикторы, которые вели передачу, также вместе с персонажами читали книжки.
Ближе к концу передачи демонстрируются серии мультфильмов, либо один фильм разделяется на несколько последовательно показываемых фрагментов. С ранних лет существования и по настоящее время в передаче периодически транслируются советские мультфильмы производства киностудий «Союзмультфильм» и ТО «Экран».
В 1970—1980-е и с конца 1990-х по 2009 год демонстрировались чехословацкие мультфильмы про Крота, Кржемелека и Вахмурку и польские мультфильмы про пса Рекса, друзей Болека и Лёлека и так далее.
В 1999 году частями транслировался мультфильм «Незнайка на Луне», в 2003 году — «Карлик Нос», с 13 по 16 марта 2006 года — «Добрыня Никитич и Змей Горыныч», в марте 2010 года — фрагменты мультфильма «Белка и Стрелка. Звёздные собаки».
В 2002—2004 годах показывались серии мультсериалов «Том и Джерри. Комедийное шоу» и «Шоу Тома и Джерри» (закадровый перевод студии «Нота»), в 2004—2006 и 2010—2011 годах демонстрировался мультсериал «Смешарики», в 2005—2006 годах — мультсериал «Волшебные холмы», в 2006—2009 годах — классические короткометражные мультфильмы «Harveytoons» (использована озвучка студии «Инис» по заказу «Союз-Видео»), с 2006 по 2011 и с 2013 по настоящее время — «Приключения Лунтика и его друзей», с января по март 2008 года — «Весёлые мишки», с мая по июнь 2009 года — британский мультсериал «Фифи Незабудка», с 2009 года — «Маша и Медведь», с 2010 года — «Фиксики», с 2011 года — «Белка и Стрелка. Озорная семейка», «Новаторы» и «Барбоскины», в 2012 году — «Паровозик Тишка», с 2013 года — «Тайна Диона», в 2013—2015 годах — «Белка и Стрелка. Спортивная команда», с 2015 года — «Ми-ми-мишки» и «Бумажки», в 2016 году — «10 друзей кролика», с 2018 года — «Бобр добр» и «Домики» (мультсериалы студии «100 киловатт» — подразделения ВГТРК), с 2020 года — «Супер Ралли» и «Кошечки-собачки», c 2022 года — «Черепашки».
При выходе программы на телеканале «Карусель» с 2015 года также периодически транслируются иностранные мультсериалы, такие как «Пини: Институт стиля и красоты», «Катя и Мим-Мим» и «Кротик и Панда».
На телеканале «Культура» показываются исключительно мультфильмы российского производства.
Традиционно каждый выпуск передачи заканчивается фразами «Спокойной ночи, девочки и мальчики!» (Хрюша и Степашка), «Спокойной ночи, друзья!», «Гав!» (Филя), «Кар-кар-кар, (ребята)»! (Каркуша), «Р-р-р» (Тигрёнок Мур), «Сладких снов вам, мальчики и девочки!» (Мишутка), «Спокойной всем ночи!» или «Приятных вам снов!» (ведущая (-ий)).

## Время выхода в эфир
- С момента создания передачи в 1964 году её премьерные выпуски выходили на Второй программе ЦТ. В 1973 году премьерный показ передачи выходил в 20:30 по московскому времени (об этом есть видеозапись на YouTube БДХ 1973 года «Спят усталые игрушки»). В целом время выхода передачи в эфир не было фиксировано и временами варьировалось в интервале между 19:30 и 20:15.
  - С апреля 1977 и до октября 1991 года передача шла с ежедневным повтором вчерашнего выпуска сначала по Четвёртой, а с января 1982 года — по Московской программам ЦТ. Время эфира повторов так же не фиксировалось и варьировалось между 19:40 и 20:45. Иногда при совпадении времени эфиров, премьерная и повторная передача шли одновременно по Второй и Московской программам.
- С 1 января 1992 по 31 марта 1995 года передача выходила ежедневно, кроме воскресенья и праздничных дней, на 1-м канале Останкино, с 1 апреля 1995 по 29 июня 2001 года — на ОРТ в 20:45. До 3 октября 1998 года программа выходила по субботам, затем выход программы в этот день недели был прекращён.
  - Некоторое время в октябре 1998 года программа выходила в эфир в 21:35, после программы «Время», а не перед ней[44][45].
  - С 5 июля по 6 августа 1999 года и с 31 июля по 1 сентября 2000 года передача по решению ОРТ уходила «в летний отпуск» вопреки желаниям её творческой группы[46][47]. В 2001 году «в отпуск» программа ушла 2 июля, из него на ОРТ уже не вернулась[48].
- С 3 сентября 2001 по 1 марта 2002 года программа выходила по будням на телеканале «Культура» в 20:45.
  - 11-16 сентября 2001 года передача не выходила в эфир из-за террористических актов в Нью-Йорке, США (место его занимали минута молчания и старые чёрно-белые советские фильмы).
- С 4 марта 2002 по 14 апреля 2014 года и с 12 по 14 января 2015 года программа выходила на телеканале «Россия-1»:
  - С 4 марта 2002 по 10 января 2003 года — по будням в 19:50[49].
  - С 13 января 2003 по 12 мая 2006 года и с 6 августа 2007 по 15 июня 2012 года — в 20:45 или в 20:50. В траурные дни или в дни крупномасштабных ЧП (за редкими исключениями) программа всё равно сохраняла своё место в сетке вещания[50][51]. В случае выпадения спортивных трансляций на вечернее время суток для зрителей европейской части России программа не выходила в эфир.
  - 1-7 сентября 2004 года передача не выходила в эфир из-за захвата террористами школы в Беслане и объявленных дней траура.
  - С 15 мая по 2 июня 2006 года — в 21:00.
  - С 5 июня 2006 по 3 августа 2007 года — в 21:05.
  - С 18 июня 2012 по 24 мая 2013 года — в 20:30.
  - С 27 мая 2013 по 14 апреля 2014 года и с 12 по 14 января 2015 года — в 20:50.
    - С 7 по 21 февраля 2014 года временно не выходила в эфир из-за трансляции Зимней Олимпиады в Сочи, несмотря на указание в программе передач.
    - С марта 2014 года не выходит в эфир по пятницам.
    - С 15 апреля по 1 июня 2014 года передачи не было в эфире по Москве в связи с присутствием в её таймслоте расширенных до 2 часов вечерних выпусков программы «Вести» в 20:00 и политических ток-шоу «Специальный корреспондент» или «Вечер с Владимиром Соловьёвым», из-за которых (а также вследствие трансляций с зимних Олимпийских игр 2014 и политического кризиса на Украине) с февраля по апрель передача периодически вылетала из сетки вещания[52].
- Со 2 июня 2014 года программа снова выходит на телеканале «Россия-Культура» с понедельника по четверг в разное время с 18:45 по 21:15[53].
  - С 6 апреля по 21 мая 2020 года выход новых выпусков был приостановлен в связи с пандемией коронавируса в России. В свою очередь, на канале «Карусель» 16 апреля вышел специальный выпуск, посвящённый домашним делам[54].
- На закрытом телеканале «ТелеНяня» с 1 июня 2007 по 26 декабря 2010 года в 20:45 шли повторы выпусков из архива ОРТ (к этому времени называвшемуся уже как «Первый канал»), а на телеканале «Ностальгия» — выпуски времён ЦТ СССР и РГТРК «Останкино». С 1 сентября 2007 по 26 декабря 2010 года на телеканале «Бибигон» в 20:30 шли повторы выпусков, которые шли в предыдущий день на телеканале «Россия-1» в 20:50.[источник не указан 97 дней]
- С 27 декабря 2010 года, после закрытия телеканалов «ТелеНяня» и «Бибигон» и запуска на их частоте телеканала «Карусель», программа транслируется на канале «Карусель»[55].
  - С 27 декабря 2010 по 31 декабря 2023 года программа выходила в эфир на канале «Карусель» в 20:30/20:45[56].
  - С 1 января 2024 года по настоящее время программа выходит в эфир на канале «Карусель» с 21:00 до 21:15[57].

## Кукольные персонажи передачи
- Буратино (1964 год, эпизодически в 1980—1990-х годах)[58]
- Зайчик Тёпа (1964—1967 годы, три года спустя заменён Степашкой)[58]
- Собачка Чижик, Алёша-Почемучка, Кот (1965 год)[58]
- Шишига, Энык-Бенык (1966—1968 годы)[58]
- Шустрик, Мямлик[58]
- Филя (с 1 сентября 1964)[59]
- Кузя (1970—1971 годы)
- Хрюша (с 10 февраля 1971 года)[59]
- Ерошка (примерно 1969—1971 годы)
- Пафик (1970-е годы)
- Ухтыш (1973—1975 годы)
- Степашка (с 1970 года)[59]
- Каркуша (с 1982 года)[59]
- Колобок (эпизодически в середине 1980-х годов с изменённой фразой из песни, описанной в сказке: «Я от бабушки ушёл, я от дедушки ушёл, и к вам в гости пришёл!»)
- Гуля (эпизодически в середине 1980-х годов)
- Крыса Крысавица (эпизодически в начале 1990-х годов)
- Петушок Горошек (эпизодически в 1990-х годах в выпусках с «тётей Дарьей»)
- Цап-Царапыч (эпизодически до 1992 года с волшебным «М-р-р», позже заменён на Кота Василь Василича)
- Мишутка (эпизодически до 1992 года и с 4 марта 2002 по 1 сентября 2016 года и с 2018 года, с полностью изменённым образом и размером)[21][59][60]
- Кот Василь Василич (эпизодически с 1995 по 2001 год)
- Киндерино (Киндер-сюрприз) (эпизодически в начале и конце 1990-х годов, попытка использовать продакт-плейсмент). В некоторых выпусках при нём персонажи ели шоколадное яйцо или играли в игрушку из него.
- Попугай Кеша (эпизодически в середине — конце 1990-х годов в выпусках с Эдуардом Успенским)
- Домовой, Мокрёна (внучка Домового[источник не указан 5059 дней]), Лесовичок, Ёжик Федя (эпизодически в конце 1990-х)
- Гном Буквоежка (эпизодически с 1999 по 2008 год)
- Бибигон (эпизодически с лета 2009 до февраля 2011 года)[61]
- Тигрёнок Мур (компьютерная модель, позже игрушка, с декабря 2014 года)[62]
- Айтиша (компьютерная модель, с 2021 года)

Куклы героев передачи обновляются раз в три года.

## Ведущие и актёры-кукольники

### Ныне живущие

#### Ведущие
Ведущими в разное время были:
- Светлана Жильцова — тётя Света
- Дмитрий Полетаев — дядя Дима
- Татьяна Веденеева — тётя Таня
- Ангелина Вовк — тётя Лина
- Татьяна Судец — тётя Таня
- Вячеслав и Екатерина Троян (1987 год, «Весёлый гном» в роли мистера Бокли и весёлого гнома по имени Тик-Так)
- Юрий Григорьев — дядя Юра
- Григорий Гладков — дядя Гриша, с гитарой
- Юрий Николаев — дядя Юра
- Юлия Пустовойтова — Юля
- Амаяк Акопян (Рахат Лукумыч, Тахар)
- Юрий Чернов
- Дмитрий Хаустов — Дима
- Валерия Рижская — тётя Лера
- Ирина Мартынова — тётя Ира
- Владимир Березин
- Владимир Пинчевский (Волшебник, Мюнхаузен, Доктор, ведущий цикла Сказки народов мира)
- Виктор Бычков — дядя Витя (2007—2010)
- Оксана Фёдорова — Оксана
- Анна Михалкова — Аня
- Татьяна Бокова (в 2004 году; рассказы о детских стихах)
- Ярослав Алексеев (в 2011, 2012 и 2016 годах; рассказы про музыкальные инструменты)
- Дмитрий Маликов — дядя Дима (2012—2016)
- Валерия (13 ноября 2013)
- Андрей Григорьев-Апполонов (19 ноября 2013)
- Николай Валуев — дядя Коля (с 9 августа 2016 года)[64]
- Тимати (январь 2017)
- Михаил Пореченков — дядя Миша (с 2018 года)
- Сергей Безруков — дядя Серёжа (с 2021 года[65])
- Николай Басков (ноябрь 2023)
- Рузиль Минекаев (12 августа 2024)
- Андрей Малахов (1 сентября 2024; выпуск к юбилею передачи)
- Павел Воля (18 сентября 2024)
- Камила Валиева (2024)
- Агата Муцениеце (2024)
- Анна Банщикова (7 октября 2024)
- Варвара (9 октября 2024)

#### Актёры-кукольники
- Наталья Голубенцева — Степашка, Хрюша (2002, периодически), Ерошка[66]
- Оксана Чабанюк — Хрюша (с 2002 года)[67]
- Андрей Нечаев — Филя (с 2014 года)[68]
- Юрий Сокиркин — Мишутка (с 2018 года), Филя (2016, периодически)
- Ирина Ланкина — Каркуша (с 2023 года)
- Халися Богданова — Тигрёнок Мур

#### Актёры прошлых лет
- Игорь Галуненко — Филя (1988—1990)[69]
- Людмила Бурмистрова — Каркуша (1998—1999, периодически)
- Георгий Подопригоров — Мишутка (2002—2003)[70]
- Леонтий Столыпин — Василь Василич (1995—2001), Буквоежка (2002—2008)[71]
- Аликс Очеретянский — Цап-Царапыч (1988—1991)[69]

### Умершие

#### Ведущие
- Владимир Ухин — дядя Володя
- Валентина Леонтьева — тётя Валя
- Борис Рунге — дедушка Так-Так
- Александр Леньков
- Светлана Харлап
- Роман Сеф

#### Актёры-кукольники
- Григорий Толчинский — Филя (1968—1988), Цап-Царапыч (1982—1988)[69]
- Галина Марченко — Мишутка (1984—1992), Каркуша (1998—2023), Хрюша и Степашка (периодически в 1980-х годах)[66]
- Игорь Капатов — Мишутка (2003—2016)[72]
- Виктор Рябов — Буквоежка (1999—2002)[73]
- Наталья Державина — Хрюша (1971—2002)[70], Ухтыш
- Гертруда Суфимова — Каркуша (1982—1998)[69]
- Светлана Харлап — Каркуша, Хрюша и Степашка (периодически в 1980-90-х годах)
- Сергей Григорьев — Филя (1991—2014)[74][75]

## Заставка передачи и песня

Заставка телепередачи в 1965—1971 годах

Заставка телепередачи в 1971—1982 годах [https://www.youtube.com/watch?v=c1hyqSyLf90

Заставка «Спи, моя радость, усни», использовавшаяся в 1986—1994 годах

- С 1964 по 1965 год заставки не было.
- Первая заставка, появившаяся в 1965 году, была чёрно-белой. Заставка изображала часы с двигающимися стрелками. Тогда у передачи не было постоянного времени выхода, и автор заставки, художник Ирина Власова, всякий раз выставляла время заново. В 1971 году заставка стала цветной.
- Музыку к песне «Спят усталые игрушки» написал композитор Аркадий Островский, стихи — поэтесса Зоя Петрова. Исполнители — Борис Рунге (в образе дедушки Так-така), Валентина Дворянинова, затем Валентина Толкунова (когда передачу вела Ангелина Вовк) и Олег Анофриев (когда ведущим был Владимир Ухин)[76]. Песенка исполнялась на фоне заставки с изображением маленькой девочки, мишки, белочки и часов.

В 1981 году была сделана заставка в виде пластилинового мультфильма, созданная Александром Татарским на ТО «Экран». Каждый день недели открывающая заставка была разная — у телевизора с понедельника по воскресенье прибавлялись зрители (в понедельник — только девочка, в воскресенье с ней уже шесть игрушек). Также каждый день разные предметы превращались в месяц, а затем в колокольчик.
- В конце 1986 года сменились заставка и колыбельная песня. Вместо телевизора и сидящих вокруг него игрушек появились рисованные сад и птицы, которые находились на шляпе доброй волшебницы. Эту заставку в народе прозвали «тёмной». Елена Камбурова исполняла колыбельную «Спи, моя радость, усни…», ранее прозвучавшую в мультфильме «Верное средство», музыка Бернарда Флиса[англ.], ранее ошибочно приписанная Моцарту, на слова колыбельной нем. «Das Wiegenlied» (нем. «Schlafe, mein Prinzchen, schlaf ein», дословно: «Спи, мой маленький принц, засыпай») из пьесы «Эсфирь» 1795 года Ф. В. Готтера, русский текст С. Свириденко[79][80]. Режиссёр заставки — Владимир Самсонов. Эта заставка до 1992 года показывалась наряду с классической «Спят усталые игрушки», затем стала постоянной, а с марта 1993 года вновь стала чередоваться с классической, пока в 1994 году не была снята с эфира. В марте 1993 года вернулась классическая пластилиновая заставка, причём она показывалась на разных фонах — красном, жёлтом, оранжевом, розовом или голубом, а вступительная музыка была слегка обработана.
- В 1988 году, помимо классической и «тёмной», использовалась заставка, которую создал режиссёр Мстислав Купрач на ТО «Экран». В ней использовалась «Колыбельная» из фильма «Цирк» (композитор Исаак Дунаевский) в исполнении Тамары Милашкиной. Главными действующими лицами были Солнышко, Месяц, Мальчик-космонавт. Заставка продержалась недолго, скорее всего, из-за её длительности (3:13)[81]. В выпуске «Весёлый Гном», показанном в 1987 году, использовалась заставка Купрача, а мистер Бокли (Вячеслав Троян) и его верный друг — весёлый гном Тик-Так (Екатерина Троян) придумали свою колыбельную (в зеркальном отражении показывались кадры заставки «Спи, моя радость усни»).Заставка передачи (1999—2001)Рисованная заставка с участием героев передачи (1997—1999, 2001—2002)

Заставка передачи (1999—2001)

Рисованная заставка с участием героев передачи (1997—1999, 2001—2002)

- В 1987—1995 годах перед началом передачи и после неё появлялась статичная заставка в виде синего фона, изображающего ночное небо, на которым были изображены белые звёзды разных размеров.
- В 1991—1992 годах использовалась открывающая заставка, похожая на классическую, но модернизированная: добавились белые звёзды, белый месяц, сама заставка стала фиолетовой. В конце вместо колыбельной показывали сменяющие друг друга картинки засыпающих мультипликационных героев, и в одной из них был показан «засыпающий» пёс Филя. Заставки сопровождались рекламой спонсора — Московской товарной биржи[82].
- В конце декабря 1994 года, в новогоднем выпуске «Спокойной ночи, малыши!» заставка поменялась вновь: появились облачные фигуры (лошадь, медведь и так далее) на небе, а музыкальным сопровождением в начале и конце была песня «Фея сна» в исполнении Светланы Лазаревой[83]. Появление новой заставки и песни было подано как новогодний подарок детям от героев передачи.
- Замена песни вызвала протесты некоторых телезрителей, и в результате через несколько недель новая заставка стала чередоваться со старой, а летом 1997 года её сменила рисованная заставка с музыкой из пластилиновой заставки Татарского со следующим сюжетом: на фоне звёздного неба появляются часы, в которых угловые цифры служат колокольчиками; затем в часах открывается дверь и появляется длинная комната, по которой ползёт красный ковёр, и открываются двери; перед открытием последней двери ползание ковра делает паузу, и лишь затем Каркуша развязывает ленточку и открывается дверь — здесь начинается передача. В конце показан клип на песню «Спят усталые игрушки», в котором описывается, как персонажи передачи ложатся спать. После клипа появляются титры. Эту заставку также сделала мультстудия «Пилот», режиссёр заставки — Валерий Качаев[84].
- Осенью 1999 года появилась ещё одна заставка с участием девочки с живыми игрушками, пьющими чай, и зайцем, звонящим в колокольчик[85] (автор — Юрий Норштейн)[86][87]. Перед звучанием основной мелодии проигрывалась композиция Роберта Шумана «Тема на имя Abegg» (изначально планировалось, что каждую неделю должны были звучать произведения разных классиков — от Шостаковича до Бетховена — с указанием их названий и авторов)[88][89]. Смена заставки снова вызвала ряд нареканий со стороны телезрителей[90] — у зайца были специфические глаза и зубы.
- В сентябре 2001 года, после того как программа переехала с «Первого канала» на «Культуру», в эфир вернулась заставка 1997 года с ковром, так как заставка Норштейна являлась собственностью ОРТ[91] и не могла быть использована на канале «Культура».
- После переезда на РТР в марте 2002 года вернулась заставка с пластилиновым мультфильмом Александра Татарского (которой не было в эфире с лета 1997 года), но заставка была видоизменена с помощью компьютерной графики: дорисованы на компьютере облака, месяц в сапогах, колокольчик с бантиком и другие детали. В конце появляется название программы. Также в закрывающей заставке облака складывались в буквы — «Спокойной ночи, малыши!». Закрывающая заставка по длительности имела 4 версии. До 2006 года использовался исключительно сильно урезанный вариант (играет только первый куплет песни «Спят усталые игрушки»), в котором заставка заканчивалась после пластилиновой книги с изображённой на ней Жар-птицей. Это произошло вследствие сокращённого экранного времени передачи (в период с 2002 по 2006 год выпуски шли по 7 минут)[92]. После 2006 и до 2014 года, в связи с увеличением хронометража передачи до 10 минут, данный вариант стал чередоваться с более длинными, включающими два и три куплета колыбельной (последний вариант чаще всего транслировался без проигрыша). Самый длинный вариант (с проигрышем) использовался редко.
  - В период с 1 сентября 2006 по 19 июня 2014 года заставка программы «Спокойной ночи, малыши!» образца 2002 года использовалась в несколько изменённом варианте: убрано название программы в конце начальной заставки. Остальные детали не были подвергнуты изменению.
- С 23 июня 2014 года заставка стала более приближённой к заставке советского периода — голубой фон был заменён на красный, синий, оранжевый и другие. Названия передачи и облаков в заставке не было, изменилась заставка производящей передачу телекомпании «Класс!».

## Награды
- Лауреат премии «ТЭФИ» (1997, 2002, 2003) в номинации «Лучшая детская программа».
- Лауреат премии «ТЭФИ-Kids» (2022) — Оксана Фёдорова как ведущая детской телепрограммы.
- Премия Правительства РФ в области СМИ (2024) — в честь 60-летия старейшей детской программы «Спокойной ночи, малыши!», за выдающийся вклад в развитие отечественных средств массовой информации и сохранение отечественных традиций детского телевещания. Лауреаты премии — ведущая Анна Михалкова, исполнительница роли Хрюши Оксана Чабанюк, автор программы Елена Шабаева, режиссёр Наталья Ситкова и зампредседателя совета директоров Валентина Митрошенкова[93].

## Критика
Писатель Николай Носов в эссе «О детских игрушечках, глупых шуточках, удобствах для взрослых и пр.», вошедшем в цикл «Иронические юморески» отмечал:
Хотелось бы, например, узнать, кто это придумал устроить для детей телевизионную передачу «Спокойной ночи, малыши!»? Да помилосердствуйте, добрые тёти! Какая уж там спокойная ночь, если на сон грядущий телевизор смотреть! Один мой знакомый малыш приходит в страшное возбуждение, как только услышит уже ставшую привычной музыку, предваряющую эту передачу. (…)
Я не хочу сказать ничего плохого о содержании этих телепередач. Они вполне безобидны на первый взгляд, да ведь смотрят их пятилетние дети, и даже четырёхлетние, и трёхлетние, даже двухлетние. А в этом возрасте малыши — страшно серьёзный народ, для которого приключения заблудившегося в лесу полевого мышонка — истинная трагедия, потому что иных трагедий он пока и не знает вовсе. Нет, никаким ребятишкам я бы не советовал на ночь эти передачи смотреть. Ни с какими педагогическими и врачебными рекомендациями это несообразно. Ведь не то что детишкам, даже взрослым не рекомендуется на ночь читать. Так то читать, понимаете ли, чи-та-ать! Чтение всё же не так будоражит воображение. А тут изволь на ночь глядя телевизор смотреть.

Короче говоря, есть предложение. Ничего не меняя в этих передачах, называть их не «Спокойной ночи, малыши», а «Добрый вечер, малыши» и показывать их хотя бы часа за два, за три до того, как ребятишкам идти в постель. Думается, что сотрудники телевидения последуют этому доброму совету, так как люди они вполне благоразумные, способные внимать голосу рассудка и ни в каких крутых мерах воздействия не нуждающиеся.
25 июня 2013 года вышел в эфир резонансный выпуск, где персонажи из детской передачи «Спокойной ночи, малыши!» устроили акцию протеста. Многие СМИ не знали точной даты выхода в эфир, но новость появилась лишь через 3 месяца после эфира и облетела весь Интернет.
В выпуске от 11 марта 2014 года Филя хотел уйти в пограничные войска. Это возмутило власти Украины, якобы детей подготавливают к войне. Авторы передачи опровергли эти слухи.

## Книги
- Ермилина Л. К. Хрюша — любовь моя. — М.: Юность, 1994.
- Ермилина Л. К. Филя пишет книгу. — М.: Юность, 1995.
- Авдеенко В. Ю. «Спокойной ночи, дяденьки и тётеньки!.. Ой!..» — М.: Малыш, 1997.
- Ухин В., Афанасьева О. Мямлик, Хрюша и другие… Дядя Володя рассказывает. — М.: Петрушка, 1992.
- Ухин В., Афанасьева О. Очень разные истории, или Хрюшина компания. — М.: Росмэн, 1997.

## Игры по мотивам передачи

### Настольные
В 2005 году по лицензии телекомпании «Класс!» были выпущены 3 настольные обучающие игры с героями телепередачи: «Хрюшина азбука», «Степашкина арифметика» и «Каркушин букварик». В 2006 году вышла игра «Спокойной ночи, малыши!», полностью оформленная пластилиновыми картинками в стиле заставки Татарского.
В 2009 году фирма ООО «Русский Стиль» по лицензии телекомпании «Класс!» выпустила серию из 8 обучающих и развивающих игр-тренажёров, в которых обучением детей чтению, счёту и другим навыкам занимаются персонажи телепередачи: «Азбука», «Чтение по слогам», «Арифметический тренажёр», «Пальчиковый тренажёр», «Речевой тренажёр», «Логопедический тренажёр», «Тренажёр памяти и внимания», «Логический тренажёр».

### Компьютерные
В 2007—2009 годах по мотивам передачи были выпущены три компьютерные игры — «Приключения Хрюши», «Приключения Степашки» и «Весёлая компания». Разработчик игр — DiP Interactive, издатель — 1С.

## Пародии
- В начале 1990-х в программе «Весёлые ребята» была показана небольшая пародия на «Спокойной ночи, малыши», в которой приняли участие ведущий (Сергей Шустицкий) и куклы, носившие имена Кондратий и Кондрашка (возможно, аллюзия на известное выражение «кондратий/кондрашка хватит»).
- В 1997 году на РТР выходила программа «На ночь глядя», в которой одними из ведущих были дьявольские воплощения Хрюши и Степашки. Они беседовали со зрителями на фоне старинного замка с привидениями.
- В 1997—1999 годы в программе «Джентльмен-шоу» на ОРТ выходила рубрика «Спокойной ночи, взрослые», в которой участвовали куклы «подросших» персонажей «Спокойной ночи, малыши!». Хрюша был представлен в виде «нового русского» в красном пиджаке и тёмных очках, с наглыми замашками и носил имя Хряк Иванович. В программе также были: Каркуша (Каркунья Марковна) — старушка-коммунистка, Степашка (Степан Иннокентьевич) — бедный интеллигент, Филя (Филипп Филиппович) — спившийся сторож.
- В КВН пародию на передачу показывала команда МИСИ[111].
- B 2001 году писатель Леонид Каганов написал рассказ «Новости о телеканале СНМ (Спокойной ночи, малыши!)»[112] (возможно, аллюзия на события вокруг НТВ).
- Контраст «плохого мальчика» Хрюши и «хорошего мальчика» Степашки вдохновил создателей сатирической передачи «Тушите свет!» на создание пародий на них: Хрюна Моржова и Степана Капусты соответственно. Также в передаче принимал участие Филя, ставший Филиппом Шариковым[113].
- Программа «Большая разница» на «Первом канале» четыре раза пародировала передачу. В первой пародии на программу «Спокойной ночи, малыши!» было показано, как бы её вели разнообразные ведущие: Дана Борисова, Михаил Леонтьев, Эдвард Радзинский, Владимир Познер и т. д., во второй пародии — как бы её вёл Геннадий Малахов. В третьей была показана пародия на одну из ведущих программы — Оксану Фёдорову, а в четвёртой пародии — что было бы, если бы программа шла на телеканале «Звезда»[114].
- В мультсериале «Масяня» также присутствует пародия на «Спокойной ночи, малыши!» (эпизод «Груша и Кондрашка»).
- В комедийном скетчкоме СТС «Очень русское ТВ» одной из рубрик была пародия на «Спокойной ночи, малыши!» под названием «Пи́сать и спать».
- На эстраде «Спокойной ночи, малыши» пародировали:
  - Евгений Петросян — дважды; сам он играл роль ведущего дяди Жени, Елена Степаненко — Степашки, а Вячеслав Войнаровский — Хрюши;
  - Михаил Грушевский (пародировал не только Хрюшу и Филю, но и якобы пришедшего на эту передачу в качестве ведущего генерала Александра Лебедя);
  - Владимир Моисеенко и Владимир Данилец — ведущий и кукла по имени Рафик (позднее Ованес) и другие.
  - Театр «Кривое зеркало» — дважды: первая пародия была с уклоном в сторону чёрного юмора (одним из героев «передачи» был Фредди Крюгеряша (пародия на Фредди Крюгера); вторая пародия была посвящена тому, что было бы, если бы передачу вела Анфиса Чехова (роль которой в пародии исполнил Игорь Христенко).
  - Студия «Квартал-95» — пародия была посвящена экстремальным условиям при эпидемии свиного гриппа (героями «передачи» были тётя Таня и Филя, носившие медицинские маски, и смертельно больной Хрюша, успевший побывать в Мексике).
  - Максим Галкин, Филипп Киркоров, Николай Басков и Юрий Гальцев также выступали с пародиями на передачу, преимущественно под Новый год.
- В январе 2015 года на телеканале «2x2» показана пародия под названием «Спокойной ночи, плохиши!». Её вели Полина Агапова, Мишка-Отрыжка и Заец-Блевунец (говорят голосами Чака и Хоббита)[115].
- В октябре 2016 года в программе «Мульт ТВ» была сделана пародия на данную программу[116].

## В филателии

Марки Почты России, 2023 год
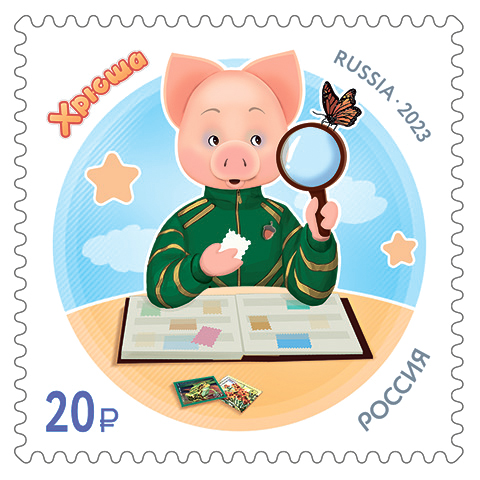
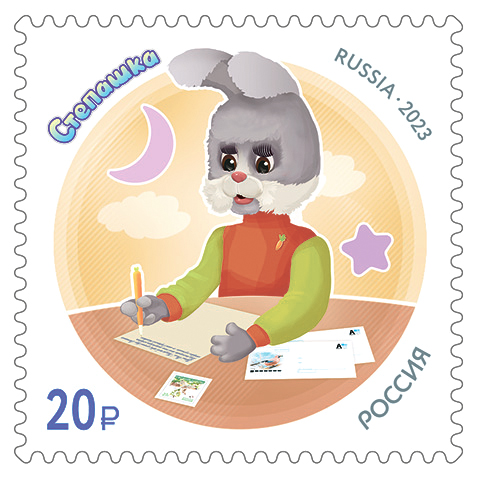
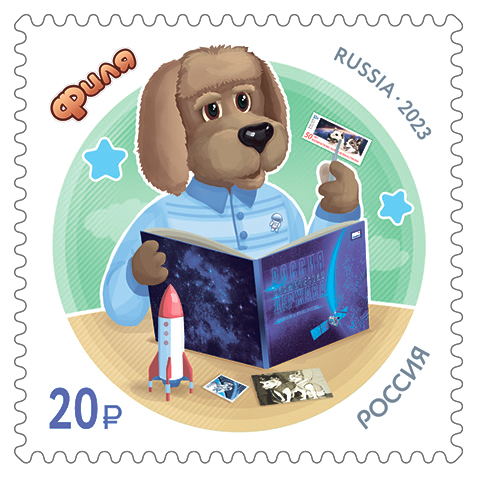
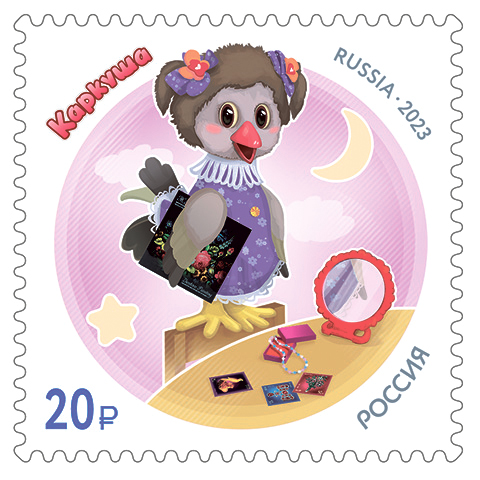

В 2023 году Почта России в честь 60-летия выхода передачи выпустила марки, на которых изображены Хрюша, Степашка, Филя и Каркуша.

## В кинематографе
Фрагмент передачи с участием Валентины Леонтьевой и кукольных персонажей Тишки и Фили использован в телефильме режиссёра Б. Дурова «Происшествие» (1974).